# Wallfahrtskirche Maria Rosenkranzkönigin

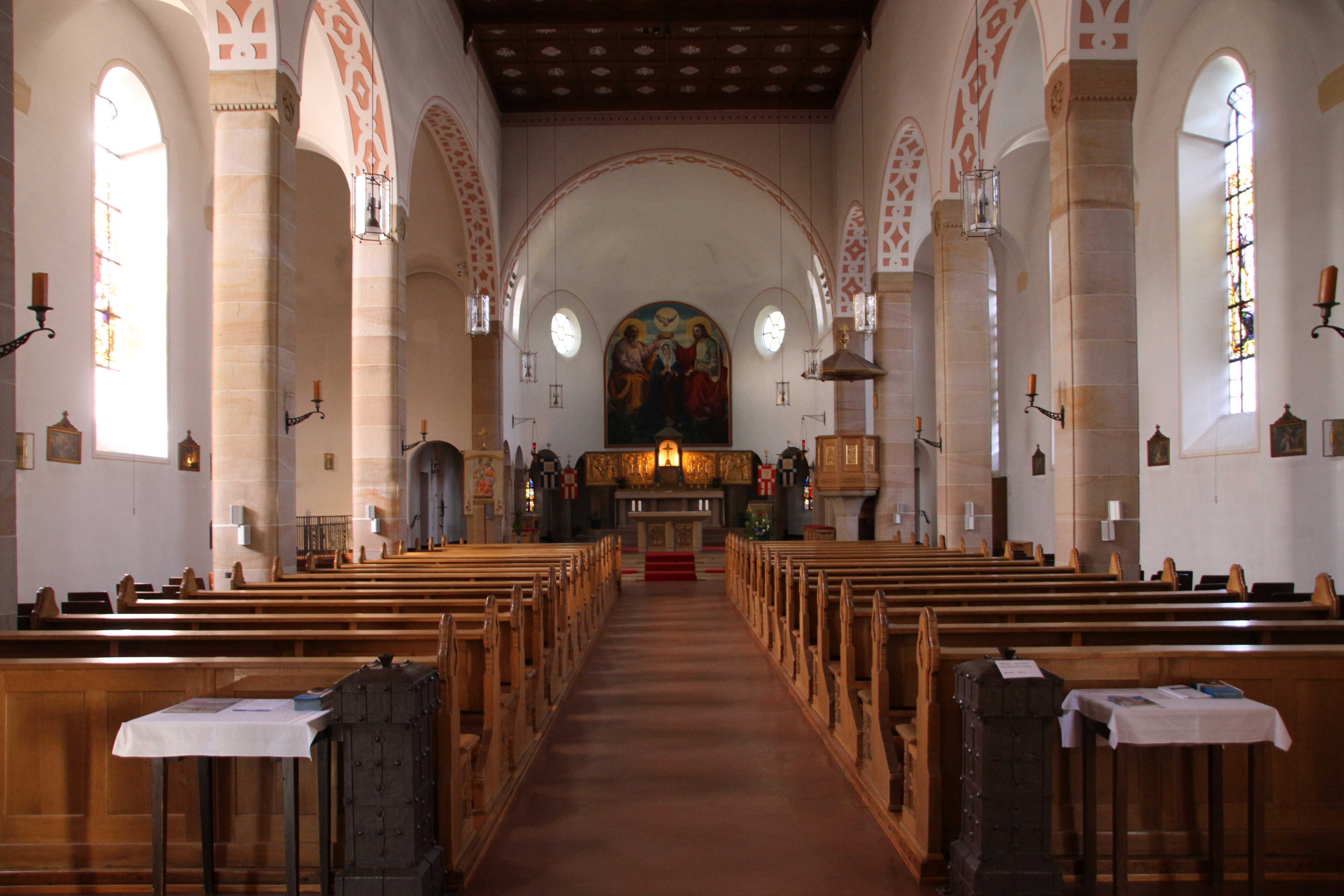
Innenansicht

Die römisch-katholische Wallfahrtskirche Maria Rosenkranzkönigin ist die zentrale Kirche des Wallfahrtsortes Maria Rosenberg, Rheinland-Pfalz.

## Geschichte
1902 wurden aus den Ersparnissen der für Maria Rosenberg zuständigen Jörggesellschaft 180.000 Mark an Bischof Joseph Georg von Ehrler mit dem Ziel übergeben, eine Priesterstelle zu errichten, eine größere Wallfahrtskirche und – dem Wunsch des Bischofs entsprechend – ein Mädchenheim zu bauen. 1912 wurde die Kirche durch Bischof Michael von Faulhaber eingeweiht.

## Architektur
Die neue Wallfahrtskirche, eine dreischiffige Hallenkirche im bayerischen Heimatschutzstil, und das Stifterhaus errichtete Rudolf von Pérignon (Würzburg) in den Jahren 1910 bis 1912. Der Altar wurde nach Entwürfen des Münchner Goldschmiedes Josef Seitz 1925 gefertigt. Das aus dem Jahr 1926 datierende Bild in der Apsis stammt von dem Münchner Maler Max Rauh.

## Orgel
Die Orgel der Wallfahrtskirche wurde 1936 von der Firma Späth als Opus 468 erbaut. Die Disposition lautet:
| I Hauptwerk C–g3 |               |     |
| 1.               | Bourdon       | 16′ |
| 2.               | Principal     | 8′  |
| 3.               | Flöte         | 8′  |
| 4.               | Dolce         | 8′  |
| 5.               | Oktave        | 4′  |
| 6.               | Rohrflöte     | 4′  |
| 7.               | Mixtur III-IV | 2′  |
| 8.               | Trompete      | 8′  |

| II Schwellwerk C–g3 |                 |       |
| 9.                  | Geigenprincipal | 8′    |
| 10.                 | Rohrgedeckt     | 8′    |
| 11.                 | Aeoline         | 8′    |
| 12.                 | Schwebung       | 8′    |
| 13.                 | Dolkan          | 4′    |
| 14.                 | Quintatön       | 4′    |
| 15.                 | Blockflöte      | 2′    |
| 16.                 | Sesquialter II  | 2 ⁄3′ |
| 17.                 | Cymbel III      | 1′    |
| 18.                 | Hornoboe        | 8′    |
|                     | Tremulant       |       |

| Pedal C–f1 |             |     |
| 19.        | Subbass     | 16′ |
|            | Zartbass    | 16′ |
| 20.        | Octavbass   | 8′  |
| 21.        | Gedecktbass | 8′  |
| 22.        | Choralbass  | 4′  |
| 23.        | Bassflöte   | 4′  |
| 24.        | Sopran      | 2′  |
| 25.        | Posaune     | 16′ |

- Koppeln: II/I, I/P, II/P,  II/I sub, II/I super, I/I super.
- Spielhilfen: Handregister, freie Kombination, Tutti, Walze, Schweller
- Traktur: elektrische Kegelladen